# Conferenza di Zimmerwald

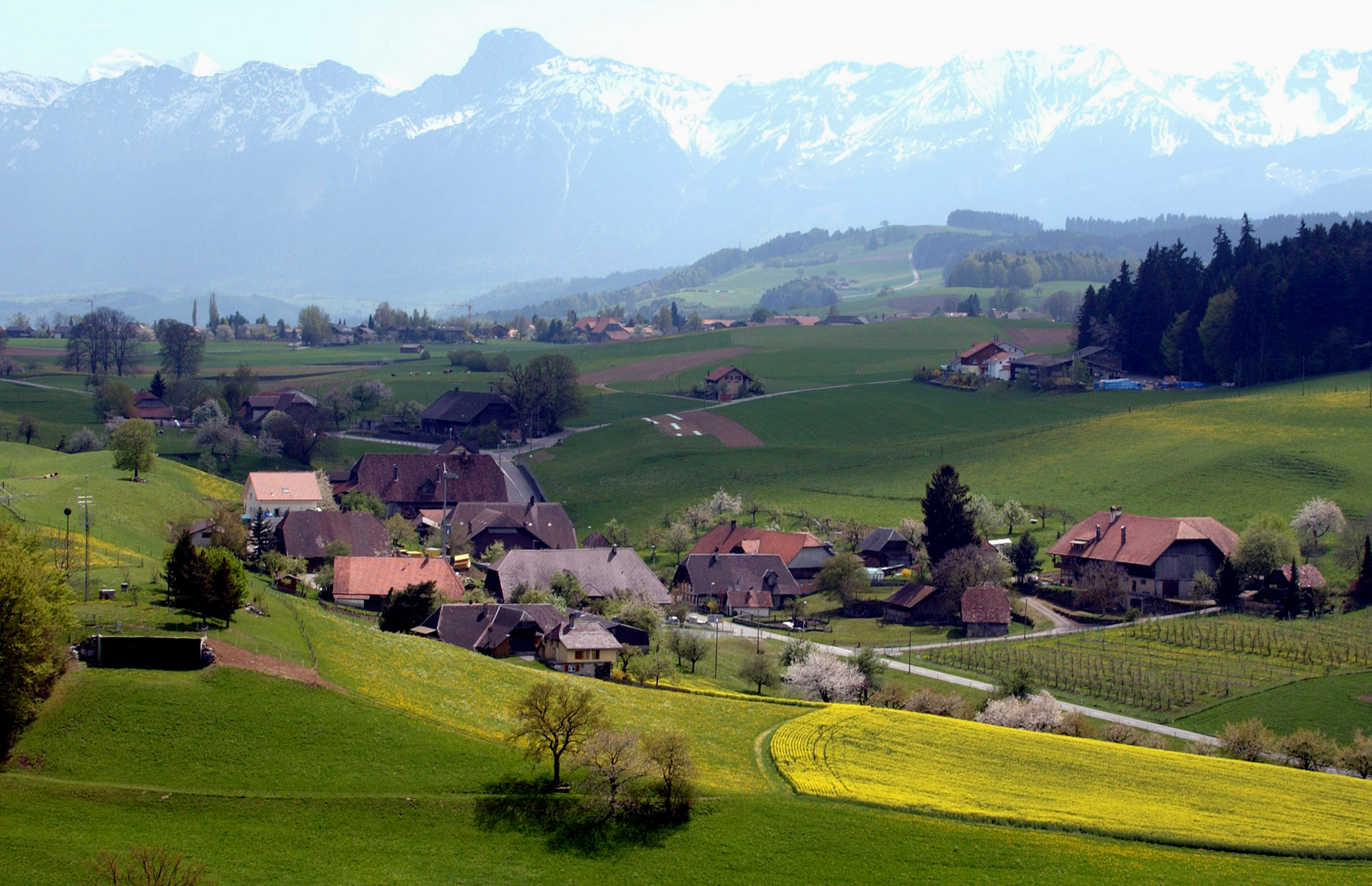
Zimmerwald, nei pressi di Berna, luogo della conferenza nel 1915.

La Conferenza di Zimmerwald, o Prima conferenza internazionale socialista, fu una conferenza internazionale dei partiti socialisti, che si tenne dal 5 all'8 settembre 1915 in Svizzera, nel comune di Zimmerwald del Canton Berna, per iniziativa della rivoluzionaria ed oratrice poliglotta russa Angelica Balabanoff e del socialista svizzero Robert Grimm.
A Zimmerwald si cercò di trovare una posizione comune riguardo alla prima guerra mondiale e passò come risoluzione un documento di Trockij per una pace senza annessioni. Non vi furono conseguenze organizzative rilevanti, ma l'ala bolscevica poté farsi conoscere e riconoscere a livello internazionale.
Alla conferenza erano presenti anche gli esponenti della sinistra del Partito Socialista Italiano Costantino Lazzari e Giacinto Menotti Serrati, che si stavano sempre più avvicinando alle posizioni di Lenin. Le posizioni del rivoluzionario russo Trockij si diffusero poi ampiamente nell'ala massimalista del PSI.
I massimalisti, giunti alla direzione del partito nel XIII Congresso di Reggio Emilia del 1912 impreparati e sospinti dalla radicalizzazione sociale avvenuta nei prodromi della guerra di Libia, senza aver chiarito i propri nodi programmatici né aver formulato un programma transitorio, al contrario di quanto era riuscito a fare Lenin nella propria azione politica, non furono capaci di guidare le masse popolari in una presa di potere ma si limitarono, invece, ad una opposizione prevalentemente propagandistica.
La parola d'ordine di Lenin, "trasformare la guerra imperialista in guerra civile", ripresa da quanto aveva detto Karl Liebknecht al Reichstag tedesco il 4 agosto 1914, dopo che il gruppo socialista aveva votato i crediti di guerra,  fu presentata come mozione alla Conferenza ma non fu approvata: i voti favorevoli furono 8, i contrari 20. Prevalse, invece, la mozione di orientamento pacifista dei centristi, sinteticamente espressa nel motto "né aderire né sabotare".
Karl Liebknecht, animatore con Rosa Luxemburg del movimento degli spartachisti, si era adeguato per disciplina di partito sperando di poter continuare ad esprimere le proprie posizioni e portarle alla vittoria, ma il 3 dicembre
1914, votò, da solo, contro i crediti di guerra e nel maggio del 1915 redasse il volantino per le truppe "Il nemico principale si trova nel proprio Paese", che diverrà poi la parola d'ordine di Lenin: "il nemico è in casa nostra".
Tale parola d'ordine verrà utilizzata dai gruppi della sinistra comunista contro i partiti della sinistra parlamentare, considerati socialimperialisti.
Dall'enunciazione teorica delle tesi bolsceviche presentate a Zimmerwald si passò poi, nella successiva Conferenza di Kienthal, nell'aprile 1916, al tentativo di mobilitazione pratica.
Il dettato di Lenin "trasformare la guerra imperialista in guerra di classe" ebbe a Kienthal una tale adesione che, i socialisti italiani, con Giuseppe Emanuele Modigliani, presero le distanze dalle risoluzioni della conferenza, mentre le condivisero Giacinto Menotti Serrati ed Angelica Balabanoff.

## Lista dei delegati
Dai Paesi neutrali:
- Regno di Bulgaria: Vasil Kolarov del Partito Socialdemocratico dei Lavoratori Bulgari.
- Norvegia: Presidente movimento giovanile socialdemocratico norvegese.
- Paesi Bassi: Henriette Roland Holst del Partito Socialdemocratico.
- Romania: Christian Georgievič Rakovskij del Partito Socialdemocratico di Romania.
- Svezia: Zeth Höglund e Ture Nerman del Partito Socialdemocratico dei Lavoratori di Svezia.
- Svizzera: Robert Grimm, Charles Naine, Fritz Platten e Ernest Graber.

Dagli Alleati:
- Francia: Arthur Merrheim della Federazione dei Lavoratori Siderurgici e Albert Bourderon della Federazione Francese dei Bottai.
- Italia: Angelica Balabanoff, Oddino Morgari, Giuseppe Emanuele Modigliani, Costantino Lazzari e Giacinto Menotti Serrati del Partito Socialista Italiano.
- Regno Unito: John Bruce Glasier e Frederick Jowett del Partito Laburista Indipendente e Edwin Fairchild del Partito Socialista Britannico, ma fu a loro bloccato l'accesso in Svizzera a causa del passaporto e inviarono una lettera ai membri della conferenza.

Dall'Impero Russo:
- Bolscevichi: Grigorij Zinov'ev e Vladimir Lenin
- Menscevichi: Pavel Aksel'rod e Julij Martov
- Socialisti Rivoluzionari: Viktor Černov e Mark Natanson
- Socialdemocratici dei territori lettoni: Jan Berzin
- Capo del Praesidium della Socialdemocrazia nel Regno di Polonia e Lituania: Adolf Warski
- Capo regionale del Praesidium nel Regno di Polonia e Lituania: Karl Radek
- Partito Socialista Polacco - Sinistra: Paweł Lewinson
- Unione generale dei lavoratori ebrei: "Lemansky", osservatore
- Nashe Slovo: Lev Trockij

Dalla Germania:
- Heinrich Berges
- Julian Borchardt
- Josef Herzfeld
- Adolph Hoffmann
- Gustav Lachenmaier
- Georg Ledebour
- Ernst Meyer
- Minna Reichert
- Bertha Thalheimer
- Ewald Vogtherr